# Double Negative (album)
| Recensione | Giudizio |
| ---------- | -------- |
| Ondarock   | 8,5      |

Double Negative è il dodicesimo album in studio del gruppo musicale statunitense Low, pubblicato nel 2018.
Venne eletto "album dell'anno" dalla rivista italiana Rumore.

## Tracce
1. Quorum – 3:42
2. Dancing and Blood – 6:22
3. Fly – 5:48
4. Tempest – 4:48
5. Always Up – 5:28
6. Always Trying to Work It Out – 3:55
7. The Son, The Sun – 3:30
8. Dancing and Fire – 4:17
9. Poor Sucker – 3:35
10. Rome (Always in the Dark) – 3:32
11. Disarray – 3:52